# Nanorrhinum elegans
Nanorrhinum elegans är en grobladsväxtart som först beskrevs av Johann Georg Adam Forster, och fick sitt nu gällande namn av Ghebr.. Nanorrhinum elegans ingår i släktet Nanorrhinum och familjen grobladsväxter. Inga underarter finns listade i Catalogue of Life.